# Darwins tiran
Darwins tiran (Pyrocephalus nanus) is een zangvogel uit de familie Tyrannidae (tirannen). De vogel werd in september 1835 verzameld door Charles Darwin tijdens de reis met de Beagle en in 1839 door John Gould beschreven als aparte soort. Het is een kwetsbare soort op de Galapagoseilanden.

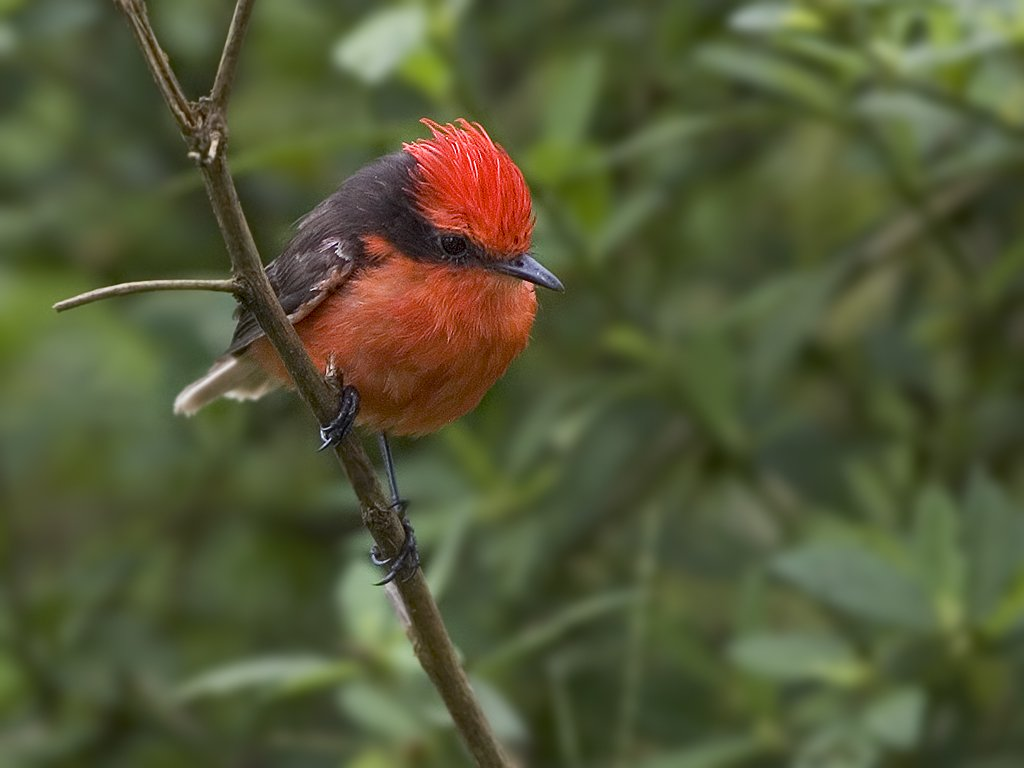
Foto van Darwins tiran

## Kenmerken
Alle soorten van het geslacht Pyrocephalus zijn 13 tot 14 cm lang en werden lang beschouwd als ondersoorten met kleine onderlinge verschillen in uiterlijke kenmerken. Darwins tiran is echter kleiner dan de rode tiran met een slanke snavel. Bij het mannetje is het rood op de onderzijde bleker van kleur, meer roze-rood en hij is zeer donker, bijna zwart van boven. Het vrouwtje is overwegend bruingrijs, met witte staarteinde, witte keel en streepjes op een lichtgrijze borst en buik.

## Verspreiding en leefgebied
De vogel komt voor op alle eilanden van de Galapagosarchipel behalve het eiland San Cristóbal. Het is een insecteneter die sterk afhankelijk is van het voorkomen van oorspronkelijk, natuurlijk bos.

## Status
De grootte van de populatie werd in 2017 door BirdLife International geschat op 2500 tot 10.000 individuen en de populatie-aantallen nemen af. Het gebruik van pesticiden en de introductie van invasieve planten en dieren vormen een gevaar voor deze soort. Om deze redenen staat deze soort als gevoelig op de Rode Lijst van de IUCN.